# Кашина Таранта (Милано)
Кашина Таранта је насеље у Италији у округу Милано, региону Ломбардија.
Према процени из 2011. у насељу је живело 115 становника. Насеље се налази на надморској висини од 119 м.